# 饒宗頤
饒 宗頤（じょう そうい、1917年8月9日 - 2018年2月6日）は、中国・香港の学者、詩人、書道家、画家。
研究分野は、考古学、文学、言語学、儒学、仏教学、敦煌学、音楽、歴史など人文科学の多岐にわたる。その業績から「国学大師」、「東洋のレオナルド・ダ・ヴィンチ」とも評される。香港中文大学の終身主任教授。中華人民共和国国務院の国家古籍整理委員会顧問。

## 経歴
父親の饒鍔は上海法政学院(zh)に学んだ人で、潮州の新聞『粤南報』の編集長であった。少年時代から学問の道を志し、18歳の時に著した論文『広東潮州旧志考』が専門家の目に止まり、歴史雑誌『禹貢半月刊』に掲載された。父親が早世したため、その研究成果など遺品を整理するために大学への進学を断念した。
19歳の時に中山大学から招請を受け、広東通志館で責任者となった。1939年8月、中山大学から研究員にと招請を受けるも、香港経由で移動する際に病気になり、治癒した後も香港に留まる。1940年、24歳で『楚辞地理考』を完成させる。1941年、香港への日本軍進攻のため、掲陽に疎開。
新中国の成立が宣言された1949年、『潮州志』を出版するために香港へと向かう。そのまま移住することになった。その後、中華人民共和国無錫市の無錫国専(zh)の教授のほか、香港大学、シンガポール大学など数々の大学で研究を重ね、香港中文大学の終身主任教授。同大学名誉教授。米国のエール大学、フランス国立社会科学高等研究院、フランスのソルボンヌ大学、日本の京都大学の客員教授などを歴任した。
2000年、文豪の金庸らとともに香港政府から「大紫荊勲章」を受章。フランス学士院の碑文・文芸アカデミーから、世界的に優れた東洋学者に贈られるジュリアン賞を受賞。
2018年2月6日、100歳で死去した。
生涯を通じて、80以上の著書、500編以上の学術論文を著した。その業績を称えて、潮州市と香港に「饒宗頤学術館」が建てられている。

## 日本との関係
初めて訪問した外国が日本（1954年）。そのこともあって、日本人の学者、著名人との交流も多い。書家の西川寧、青山杉雨、中国文学者の吉川幸次郎らとの交友が知られる。
2007年10月には神戸で「長流不息－饒宗頤展」が開催された（神戸新聞社など後援）。山水画や蓮華図など、墨画や仏画、書など約200点が展示された。

## 著書
- 『中国史学上之正統論』（上海遠東出版社）
- 『殷代貞卜人物通考』（香港大学出版社）
- 『甲骨文通検』（香港中文大学出版社）
- 『新加坡古事記』（香港中文大学出版社）

### 著書（日本語訳）
- 『漢字樹―古代文明と漢字の起源』（小早川三郎訳、アルヒーフ）
- 『敦煌書法叢刊』（全29巻、二玄社）
- 『文化と芸術の旅路』（共著：池田大作・孫立川、潮出版社）